# 派恩A鎮區 (密蘇里州斯通縣)
派恩A鎮區（英語：Pine A Township）是位於美國密蘇里州斯通縣的一個行政鎮區。

## 地方資料
派恩A鎮區的面積為115.12平方千米，當中陸地面積為96.34平方千米，而水域面積為18.78平方千米。根據2020年美國人口普查的數據，當地共有人口2048人，而人口密度為每平方千米17.79人。